# Phelipanche schultzioides
Phelipanche schultzioides är en snyltrotsväxtart som beskrevs av M.J.Y.Foley. Phelipanche schultzioides ingår i släktet Phelipanche och familjen snyltrotsväxter. Inga underarter finns listade i Catalogue of Life.